# 叶三多
叶三多（1899年—1980年），原名叶昌箴，又名叶德，男，浙江平阳人，中国生药学家，曾任中国医学科学院药物研究所研究员，南京药学院教授，药典委员会委员。